# 职业拳击
职业拳击是一種受监管以及受大眾认可的拳击運動。拳擊手為了贏取獎金會參加职业拳击比赛。大多数职业比赛為保证拳手的安全都要接受监管机构的监督。
与业余拳击相比，职业拳击通常比賽時間更长，而且最多可以持续十二轮，有些不太重要的賽事只有四轮比賽。職業拳擊比賽上的拳擊手不允许佩戴盔甲。20世纪及以后，职业拳击比业余拳击享有更高的知名度。
1961年到2022年4月期間，古巴禁止舉辦职业拳击比賽。 1970年至2007年期间的瑞典和1981年至2014年期间的挪威也同樣禁止舉辦职业拳击比賽。